# Marina District (San Francisco)
Marina District est l'un des quartiers nord de la ville de San Francisco en Californie. Ses limites sont Van Ness Avenue à l'est, Lyon Street et le Presidio à l'ouest, Lombard Street au sud. Le quartier occupe l'ancien site de l'exposition internationale de Panama-Pacific (1915). Les bâtiments de l'exposition avaient été aménagés sur un polder ; ils ont tous été détruits (sauf le Palace of Fine Arts) pour laisser place au quartier résidentiel actuel.

## Population
La population s'élève à 22 903 habitants en 2000. 16,7 % des habitants ont moins de 18 ans. 74,4 % des personnes ont un diplôme de l'enseignement supérieur, une part bien supérieur à celle de la moyenne nationale (24,4 %). Les Hispaniques représentent 3,5 % de la population totale du quartier. 3,6 % des habitants vivent sous le seuil de pauvreté tandis que le revenu moyen s'élève à 84 710 dollars.

## Cinéma et télévision
Les films ou séries suivants ont été tournés à Marina District ou sont censés s'y dérouler, totalement ou en partie :
- Les Chroniques de San Francisco
- Magnitude 10,5 (2004)
- Red Diaper Baby (2004)
- Instincts meurtriers (2004)
- Que sait-on vraiment de la réalité !? (2004)
- Julie and Jack (2003)
- MDs (2002-2003)
- Docteur Dolittle 2 (2001)
- First Years / This Life (TV pilot 2001)
- Boys and Girls (2000)
- In Love (2000)
- Groove (2000)
- Playing Mona Lisa (2000)
- Amour, Piments et Bossa nova (2000)
- Le Célibataire (1999)
- L'Homme bicentenaire (1999)
- En direct sur Ed TV (1999)
- L'Autre Sœur (1999)
- Stigmata (1999)
- Doctor Dolittle (1998)
- Les Nouvelles chroniques de San Francisco (1998)
- Jeunesse volée (1996, TV)
- Nash Bridges (1996-2001)
- Copycat (1995)
- Murder in the First (1995)
- Madame Doubtfire (1993)
- Wolf (1989, TV)
- Turnover Smith (1980)
- Drôle d'embrouille (1978)
- L'inspecteur ne renonce jamais (1976)
- Conversation secrète (1974)
- Mabel and Fatty Viewing the World's Fair at San Francisco (en) (1915)

## Habitants célèbres
Les personnes suivantes vivent ou ont vécu dans Marina District :
- Andrew Firestone
- Alex Michel
- Morgan Webb
- Barbara Bouchet
- Joe DiMaggio
- David Kaplan
- Philip J. Kaplan
- Gavin Newsom
- Anna Nicole Smith.